# Viru-Nigula (gemeente)
Viru-Nigula (Estisch: Viru-Nigula vald) is een gemeente in de Estische provincie Lääne-Virumaa. De gemeente telde 5.813 inwoners op 1 januari 2023 en heeft een oppervlakte van 312,24 vierkante kilometer. Het bestuurscentrum was tot in 2017 in de gelijknamige plaats en werd in dat jaar verlegd naar Kunda.
In 2017 werden de stadsgemeente Kunda en de gemeente Aseri bij Viru-Nigula gevoegd. Aseri verhuisde daarmee van de provincie Ida-Virumaa naar de provincie Lääne-Virumaa.
De gemeente bestaat uit 43 dorpen, twee wat grotere nederzettingen met de status van alevik (vlek) en één stad:
- stad: Kunda
- vlekken: Aseri en Viru-Nigula
- dorpen: Aasukalda, Aseriaru, Iila, Kabeli, Kaliküla, Kalvi, Kanguristi, Kestla, Kiviküla, Koila, Koogu, Kõrkküla, Kõrtsialuse, Kunda küla, Kurna, Kutsala, Kuura, Letipea, Linnuse, Mahu, Malla, Marinu, Metsavälja, Nugeri, Ojaküla, Oru, Paasküla, Pada, Pada-Aruküla, Pärna, Pikaristi, Rannu, Samma, Selja, Siberi, Simunamäe, Toomika, Tüükri, Unukse, Varudi, Vasta, Villavere en Võrkla